# Danzka
Danzka – wódka wytwarzana w Danii.

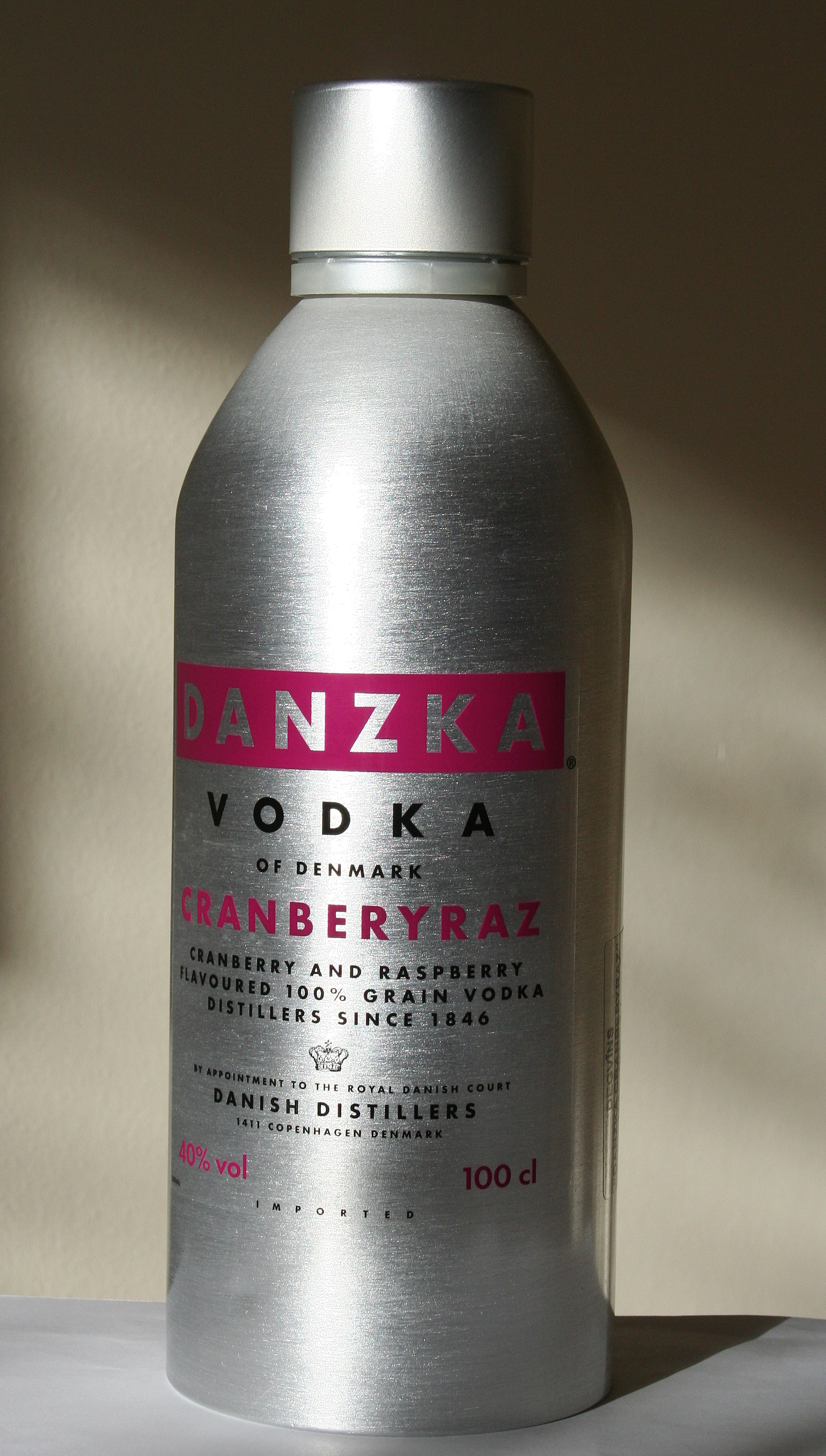
Wódka Danzka o smaku żurawinowym w opakowaniu jednolitrowym

Jest destylowana z pszenicy oraz dokładnie oczyszczonej i zdemineralizowanej miękkiej wody. Kilkakrotnie filtrowana. Nalewana do aluminiowych pojemników (dzięki temu szybciej się schładza), które kształtem przypominają termos. W środku powleczone są one ochronną warstwą, która zapobiega kontaktowi metalu z alkoholem. Produkowana w pięciu wersjach – czystej wódki i wódek o smaku cytrusowym, żurawinowym, czarnej porzeczki oraz grapefruitowym.